# 橙黄鸢尾兰
橙黄鸢尾兰（学名：Oberonia gigantea），又称大莪白蘭，为兰科鸢尾兰属下的一个种。

## 扩展阅读
維基物種上的相關：橙黄鸢尾兰